# مقامات القراءة
مقامات القراءة هي مقامات صوتية طبيعية ترتقي بالأداء التعبيري والصنعة النغمية، كما أنها من علوم الآلة، يعترف منها القارئ والمنشد والمغني على حد سواء شأنه في ذلك شأن علوم الآلة المستخدمة. كان يُستخدم قبلا في العصور الماضية في السابق  تطبيقياُ وترنماُ وسليقة لأنه من الفطرة الإنسانية، ولما ازدهرت العلوم ودُونت وأصلت الأصول وتفتحت الحضارات على بعضها البعض سطرت قوانينها وضبطت حسب وقع النغم على الأذن ويلاحظ التغير فيسمى باسم يخالف النغم الآخر وهكذا. والمقامات تماثل بحور الشعر كان الشعراء الجاهليون من أئمة الشعراء وكاهلا على من جاء بعدهم وهم لا يعرفون البحور التي وضعها فيما بعد الخليل الفراهيدي، كذلك يوجد من يتقن المقامات أداء ولا يعرف عنها شيئا.
المقامات عبارة عن أحوال وأجواء يدُخل المستخدم فيها نفسه وكل من يستمع إليه، إذ أن كل مقام له انطباعات خاصة به. وضع الفارابي أبو الحسن في ذلك دوائر موسيقية يعرف بها المقام ثم صار لكل مقام سلم يختلف عن الآخر، وقد قيل إنّ البيات هو أصل كل مقام وقيل الرست ولقب ب 'أبو المقامات' وقد قال ابن الخطيب الأربلي:

## المقامات الرئيسة
- مقام الرست.
- مقام النهاوند.
- مقام الحجاز.
- مقام البيات.
- مقام سيكا.
- مقام الصبا.
- مقام العجم.
- مقام الكرد.

### الرست
الرست كلمة فارسية تعني الاستقامة. يمتاز هذا المقام بالفخامة والاستقامة، ويفضل استخدام هذا المقام عند تلاوة الآيات التي بها تبجيل لله عز وجل وتعظيمه والآيات ذات الطابع القصصي أو التشريعي، لذا نجد إن معظم أئمة المدينة المنورة والحرم الشريف أمثال الحذيفي والسديس وسعود الشريم وعبد الله الجهني وبندر بليلة يقرأون في مقام الراست، وأما في التجويد فمعظم القراء يبدأون بالرست بعد البيات مباشرة وهو من أفضل المقامات وأجملها ولُقب «بأبو المقامات».

### النهاوند
يمتاز هذا المقام بالعاطفة والحنان والرقة، ويبعث إلى الخشوع والتفكر، وهو مقام يمتاز بالهدوء ويُقرأ في آيات النعيم والسرور. ونهاوند مدينة إيرانية نُسب إليها هذا المقام، ومن أشهر القراء لهذا المقام الشيخ محمد صديق المنشاوي رحمه الله.

### البيات
هو مقام سهل ممتنع، هادئ كالبحر العميق، يمتاز بالخشوع والرهبانية والتدبر، وبه تُبدأ القراءة وبه تُنهى، وهو ذلك المقام الذي يجلب القلب ويجعله يتفكر في آيات الله البينات ومعانيها.

### السيكا
كلمة سيكا (بالفارسية: سه گاه) كلمة فارسية ((سه)) تعني ثلاثة و((كا)) أو ((گاه)) تعني الوتر، يمتاز بالبطء والترسل وهو مقام يمتاز بالفرح والسرور ويُقرأ في آيات البشارة كما أن فيه شيء من الندب والشجون، يساعد على التفكر والتأمل بآيات الله تبارك وتعالى، وكثيرا ما يستخدم في تلاوة آيات القصص القرآنية، من الأناشيد عليه: طلع البدر علينا.

### العجم
يمتاز بالقوة والوضوح وتستشعره النفس لجماله، يميل إلى الدقة والسلاسة كذلك العاطفة الحنونة، يُقرأ في آيات الأوامر والتشريع ويمكن استخدامه في الآيات التي تحدد المصير، كما يُستخدم أحياناً في بناء الجملِ اللحنية الخاصة بالدول مثل السلام الملكي أو الجمهوري والمقاطع العسكرية.

### الحجاز
هو مقام يمتاز بالهيبة والاحترام وبه نبرة من الحزن ويُقرأ في آيات يوم القيامة ومناسب للأذان كما يمتاز بالشفافية والحنية وتستشعره النفس حيث يميل إلى الحزن والعاطفة، يمكن استخدامه في الآيات التي تتحدث عن الرقة والعطف والجنة وغير ذلك.

### الصبا
مقام يمتاز بالروحانية الجياشة والعاطفة، ويبعث على الحزن والشفافية، اذ يستطيع المقرئ أن يعبر من خلاله باحساس مع الآيات باستخدام قرار النغمات الصوتية وجوابها بطريقة تتابعية منتظمة، لذلك يحبذ للمقرئ أن يقرأ هذه الآيات الروحانية والآيات التي تتحدث عن أهوال يوم القيامة بهذا المقام.

### الكرد
مقام معروف بميله الكبير إلى العاطفة، وهو مقام يمتاز بالشجن والعاطفة ويُقرأ به آيات التأمل ويمكن استعماله في مواضيع أخرى غير عاطفية، وهو مقام يمكن أن يعبّر عن كثير من الأحاسيس الداخلية للقارئ، ومن أكثر القراء الذين قرئوا به هم العجمي والعفاسي وعادل ريان وغيرهم.

## التصوير
التصوير أمر هام جدا حيث يتمكن المؤدي من تصوير مقام على آخر في نفس الدرجة كالكرد على العجم أوغيرهما، على تمكن المؤدي.

## المقامات العراقية
هي التي أداها العراقيون على شكل أطوار وقطع كالصبي والسفيان، ومقامات مثل : الحويزاوي والتطويح والآجغ والركباني والخلوتي. من أشهر من أدّاها القارئ عبد الفتاح معروف والحافظ مهدي والحافظ صلاح الدين والحافظ خليل اسماعيل.

### محاولات
- حاول عصريون ومازالوا في محاولة وضع مقامات عربية الأسماء كالشيخ طه عبد الوهاب والشيخ الوادي في كتابه الأنغام في القرآن.

## تذكير
- يتكون الصوت من ثلاثة أوكتافات (جوابات) تعبر عن مساحته، ويبدأ كل أوكتاف بالدو وينتهي بالركوز عليها نزولا وصعودا.

## درجات الأنغام
- يكاه.
- دوكاه.
- سيكاه.
- جهاركاه.
- بنجكاه.
- هفتكاه.
- شيشكاه.